# فريدريكو ماركيز
فريدريكو ماركيز (بالبرتغالية: Frederico Marques‏) مواليد 4 سبتمبر 1986 في لشبونة، هو لاعب كرة مضرب برتغالي سابق بدأ مسيرته كمحترف سنة 2002 وكان يلعب باليد اليمنى، اعتزل اللعب في 2009. أعلى تصنيف له في الفردي كان المركز الـ 964 في سنة 2006. أعلى تصنيف له في الزوجي كان المركز الـ 773 في سنة 2005.

## روابط خارجية
- فريدريكو ماركيز على موقع رابطة محترفي التنس (الإنجليزية)
- فريدريكو ماركيز على موقع الاتحاد الدولي لكرة المضرب (الإنجليزية)